# Oratorio del Gonfalone (Roma)
Oratorio del Gonfalone ou Oratório de Gonfalone, cujo nome oficial é Santa Maria Annunziata dei Gonfalone, era uma igreja de Roma, Itália, localizada no rione Ponte, na via del Gonfalone, perto da Via Giulia, desconsagrada entre 1933 e 1960. Era dedicada a Nossa Senhora da Anunciação.
Em 1960, foi desconsagrada e passou a abrigar a sede do Coro Polifônico Romano.

## História
Esta igreja foi construída na segunda metade do século XVI sobre as ruínas de uma antiga igreja dedicada a Santa Lúcia para servir como oratório da "Arquiconfraria do Gonfalone", cuja sede ficava no palácio vizinho e dedicava-se à veneração de Nossa Senhora da Anunciação e dos apóstolos Pedro e Paulo. O termo "gonfalone" significa "bandeira" ou "estandarte" e é uma referência ao fato de que, no século XIV, durante suas procissões, a Confraria costumava alçar a bandeira do papa (que estava, na época, no chamado "cativeiro de Avinhão") para ostentar sua soberania sobre a cidade de Roma. O oratório foi reconstruído no século XVII por Domenico Castelli, que também construiu a nova fachada.
Depois da unificação da Itália, em 1870, as procissões religiosas foram suspensas, o que eliminou um dos grandes motivos para a existência da confraria. Em 1893, ela recebeu a ordem de se registrar como uma instituição de caridade secular ou teria seus ativos confiscados, o que dificultou ainda mais a existência do oratório.
Finalmente, a confraria acabou nos primeiros anos do século XX e a igreja de Santa Lucia del Gonfalone foi entregue para os claretianos, que fundaram um convento no local, assim como as chaves para o oratório.
Em 1933, os claretianos emprestaram o oratório a Ariodante Brandi, um padre interessado em atividades sociais e missionárias na cidade em nome dos coletores de lixo romanos (netturbini). Porém, o oratório rapidamente tornou-se um depósito, o que provavelmente levou à sua desconsagração (em data incerta). 
Depois de entrar num estado de ruína, o oratório foi salvo ao se tornar uma sala de concertos musicais, uma iniciativa de Gastone Tosato, um diretor de corais de Vicenza que chegou em Roma em 1936 e passou a organizar os coros de diversas igrejas da cidade. Ele fundou o Coro Polifônico Romano em 1950 e identificou o arruinado oratório como uma boa base de trabalho. 
A cidade restaurou o edifício e ele foi finalmente reaberto como sala de concertos em outubro de 1960, mas os afrescos ainda precisavam de cuidados depois de tantos anos de descuido. A restauração final se realizou em 1999 e o projeto foi completado em 2002. Atualmente a sala apresenta excelentes condições de conservação.

## Descrição
O oratório é particularmente importante por suas pinturas sobre a "Paixão de Cristo", uma série de doze afrescos e entre as mais importantes do maneirismo romano. São de Livio Agresti os afrescos sobre o "Império de Cristo em Jerusalém", "Última Ceia" e "Caminho do Calvário"; de Cesare Nebbia, "Agonia no Horto", "Coroação com Espinhos" e "Ecce Homo"; de Raffaellino da Reggio,  "Prisão de Jesus"; de Federico Zuccari, "Flagelação"; de Daniele da Volterra, "Crucificação" e "Deposição da Cruz"; de Marco da Siena, "Ressurreição"; e, finalmente, de Matteo da Lecce, "David". No teto de madeira está uma obra entalhada de Ambrogio Bonazzini sobre a "Virgem e os Santos Pedro e Paulo".
Abaixo do do oratório é possível encontrar os restos da antiga Capela de Santa Lúcia, que a Arquiconfraria utilizava como local de sepultamento de seus membros.

## Galeria

Imagens da igreja
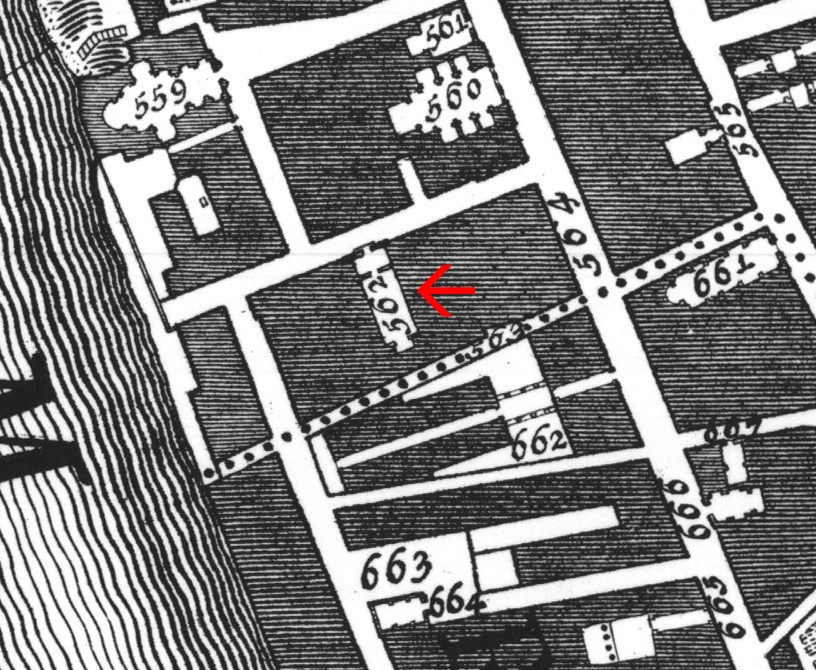
Oratorio del Gonfalone indicado pela seta vermelha.
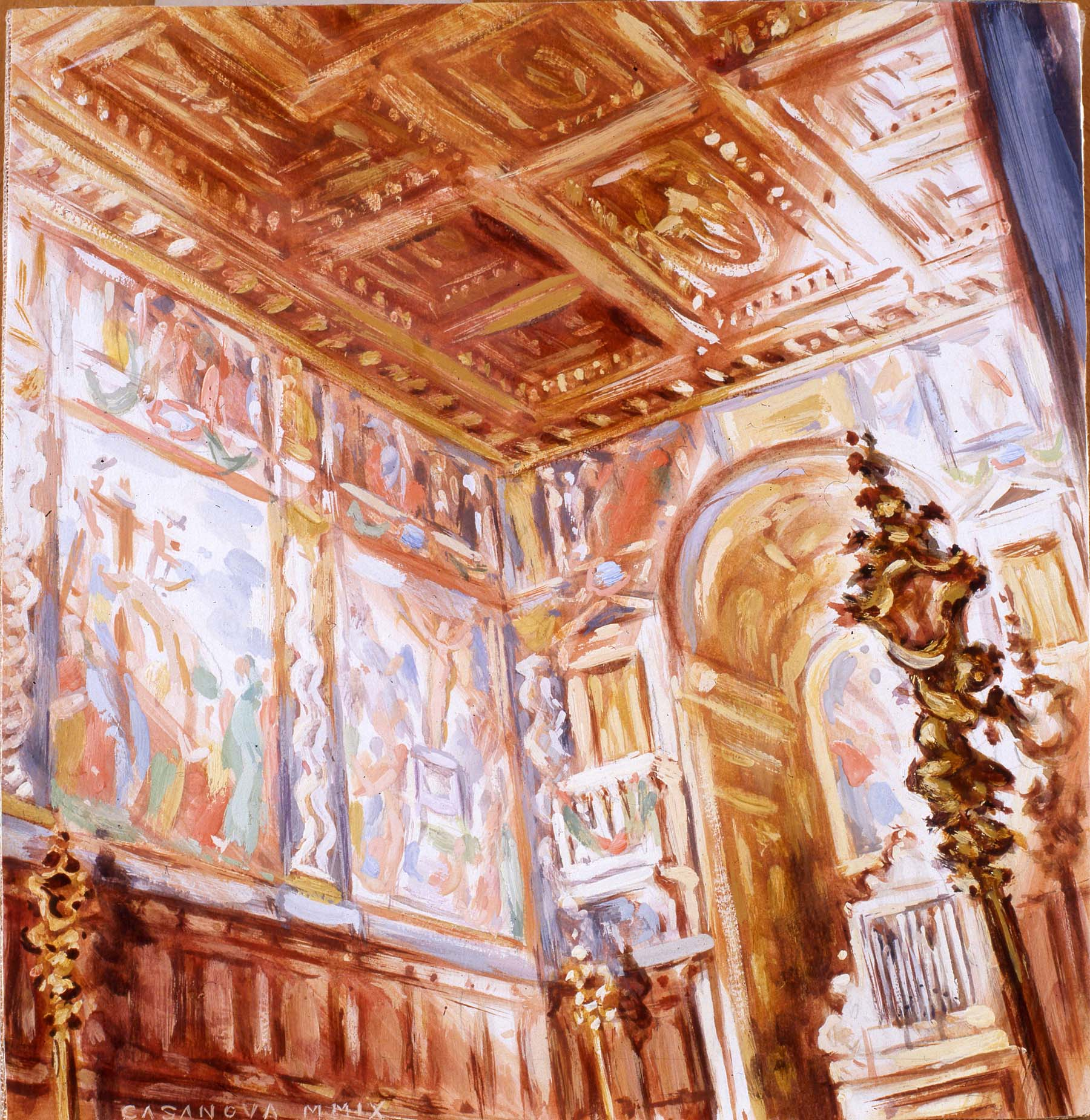
Interior do Oratorio, por Philippe Casanova.